# Delfinópolis
Delfinópolis este un oraș în Minas Gerais (MG), Brazilia.